# Alvarengius silphoides
Alvarengius silphoides är en skalbaggsart som beskrevs av Frey 1975. Alvarengius silphoides ingår i släktet Alvarengius, och familjen Rutelidae. Inga underarter finns listade.